# 라디슬라우스 보르트키에비치

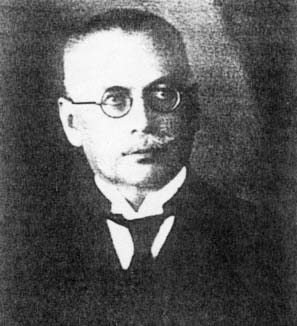

라디슬라우스 보르트키에비치(폴란드어: Władysław Bortkiewicz 브와디스와프 보르트키에비치[*], 러시아어: Влади́слав Ио́сифович Бортке́вич 블라디슬라프 이오시포비치 보르트케비치[*], 1868년 8월 7일 ~ 1931년 7월 15일) 러시아의 경제학자이자 통계학자이다. 그는 이산 확률 분포인 푸아송 분포가 응용 통계에 어떻게 유용할 수 있는지 보여주는 책을 썼고 수리 경제학에 기여했다. 그는 직업 생활의 대부분을 독일에서 보냈다.
정치 경제학에서 그는 자본론 마지막 두 권에서 칼 마르크스의 재생산 도식을 분석하는 데 중요하다. 그는 마르크스의 작업에서 전형 문제를 확인했다. 리카도에 대한 드미트리예프의 분석을 사용하여 보르트키에비치는 마르크스가 사용한 데이터가 일반 이윤율과 상대 가격을 계산하기에 충분하다는 것을 증명했다. 비록 그것이 가격과 이윤율을 동시에 계산하지 않고 순차적으로 계산했기 때문에 마르크스의 변환 절차는 정확하지 않았지만, 그는 마르크스의 틀을 사용하여, 즉 마르크스 변수 상수 자본과 가변 자본을 사용하여 올바른 결과를 얻는 것이 가능하다는 것을 보여주었다. 3섹터 모형에서 이윤율과 상대가격을 구할 수 있다. 이러한 "맑스주의 체계의 수정"은 고전경제학과 마르크스주의 경제학에 대한 그의 큰 공헌이었으나 폴 스위지의 1942년 책 "자본주의 발전의 이론(Theory of Capitalist Development)"이 나오기 전까지는 전혀 주목받지 못했다. 피에로 스라파는 고전적 분석과 마르크스적 분석을 위한 동시적 방법의 완전한 일반화를 제공했다.